# This Is Heavy Metal
This Is Heavy Metal è il primo singolo tratto dall'album del 2010 del gruppo musicale finlandese Lordi, intitolato Babez for Breakfast. Il singolo è disponibile nei negozi specializzati dal 9 agosto 2010.
Il brano è stato presentato per la prima volta in live, al Gods of Metal 2010.

## Formazione
- Mr. Lordi - voce
- Amen - chitarra elettrica
- OX - basso elettrico
- Awa - tastiere
- Kita - batteria